# Hoa hậu Quốc tế 2007
Hoa hậu Quốc tế 2007 là cuộc thi Hoa hậu Quốc tế lần thứ 47, được tổ chức tại Tokyo, Nhật Bản. Đêm chung kết của cuộc thi diễn ra vào ngày 15 tháng 10 năm 2007. Cuộc thi có tất cả 61 thí sinh tham dự. Người chiến thắng của cuộc thi là cô Priscila Perales, đến từ México.

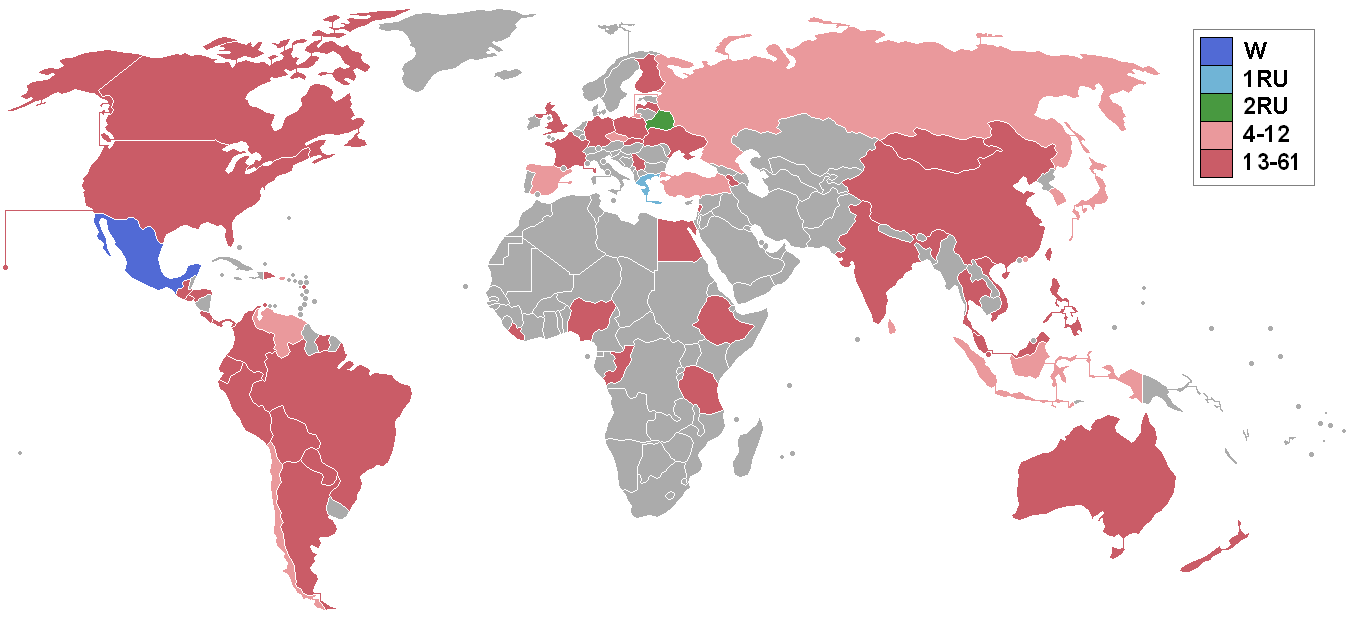
Các quốc gia và vùng lãnh thổ tham gia Hoa hậu Quốc tế 2007 và kết quả.

## Kết quả

### Thứ hạng
| Kết quả              | Thí sinh |
| -------------------- | --- |
| Hoa hậu Quốc tế 2007 | - Mexico – Priscila Perales |
| Á hậu 1              | - Hy Lạp – Despoina Vlepaki |
| Á hậu 2              | - Belarus – Yulia Sindzeyeva |
| Top 15               | - Chile – Marie Ann Salas - Hàn Quốc – Park Ga-won - Nhật Bản – Hisako Shirata - Indonesia – Rahma Landy - Puerto Rico - Haydil Rivera - Hồng Kông – Vuơng Quân Hinh - Nga – Alexandra Mazur - Cộng hòa Séc – Veronika Pompeova - Tây Ban Nha – Nerea Arce - Sri Lanka – Aruni Rajapaksha - Thổ Nhĩ Kỳ – Asli Temel - Venezuela – Vanessa Peretti |

### Các giải thưởng đặc biệt
| Giải thưởng                                | Thí sinh                         |
| ------------------------------------------ | -------------------------------- |
| Hoa hậu Thân thiện                         | - Hồng Kông – Vương Quân Hinh    |
| Trang phục dân tộc đẹp nhất                | - Aruba – Jonella Oduber         |
| Hoa hậu Ảnh                                | - Nhật Bản – Hisako Shirata      |
| Hoa hậu được bình chọn qua mạng nhiều nhất | - Việt Nam – Phạm Thị Thùy Dương |

## Thí sinh tham gia
61 quốc gia và vùng lãnh thổ đã tham gia cuộc thi:
| - Argentina – Paula Quiroga - Armenia – Rita Tsatryan - Aruba – Jonella Oduber - Úc – Danielle Byrnes - Belarus – Yuliya Sindzeyeva - Bolivia – Angélica Olavarría - Brazil – Carolina Prates - Canada – Justine Stewart - Chile – Marie Ann Salas - Trung Quốc – Lina Ding - Colombia – Ana Milena Lamus - Costa Rica – Leonela Paniagua - Cộng hòa Séc – Veronika Pompeova - Cộng hòa Dominica – Ana Carolina Viñas Machado - Ecuador – Jessica Ortiz - Ai Cập – Madonna Khaled - El Salvador – Ledin Damas - Ethiopia – Kidan Tesfahun - Phần Lan – Joanna Väre - Pháp – Sophie Vouzelaud - Đức – Svetlana Tsys - Hy Lạp – Despoina Vlepaki - Guadeloupe – Ann Love Viranin - Guatemala – Alida Maria Boer Reyes - Honduras – Margarita Valle - Hồng Kông – Vương Quân Hinh - Ấn Độ – Esha Gupta - Indonesia – Rahma Landy Sjahruddin - Nhật Bản – Hisako Shirata - Hàn Quốc – Park Ga-won - Latvia – Laura Fogele | - Liban – Grace Bejjani - Liberia – Harriette Thomas - Malaysia – Yim Lim Nee - Mexico – Priscila Perales - Mông Cổ – Gerelchuluun Baatarchuluun - New Zealand – Kyla Hei Hei - Nigeria – Sokari Akanibo - Panama – Stephanie Araúz - Paraguay – Daiana Ferreira - Peru – Luisa Fernanda Monteverde - Philippines – Nadia Lee Cien Dela Cruz Shami - Ba Lan – Dorota Gawron - Puerto Rico – Haydil Rivera - Congo – Jolette Sven Wamba Miylou - Nga – Alexandra Mazur - Serbia – Teodora Marcic - Singapore – Christabelle Tsai - Slovakia – Kristína Valušková - Tây Ban Nha – Nerea Arce - Sri Lanka – Aruni Madusha Rajapakse - Suriname – Chantyn Ramdas - Đài Loan – Tzu-Wei Hung - Tanzania – Jamilla Munisi - Thái Lan – Chompoonek Badinworawat - Thổ Nhĩ Kỳ – Asli Temel - Ukraine – Mariya Varyvoda - Anh Quốc – Samantha Freedman - Hoa Kỳ – April Strong - Venezuela – Vanessa Peretti - Việt Nam – Phạm Thị Thùy Dương |

## Chú ý

### Lần đầu tham gia
- Armenia
- Belarus
- Serbia

### Trở lại
| - Lần cuối tham gia vào năm 1964: - Liberia - Lần cuối tham gia vào năm 1971: - Suriname - Lần cuối tham gia vào năm 1977: - Indonesia - Lần cuối tham gia vào năm 2003: - Argentina | - Lần cuối tham gia vào năm 2004: - Chile - Costa Rica - Latvia - Liban - Lần cuối tham gia vào năm 2005: - El Salvador - Hy Lạp - Paraguay - Anh Quốc - Hoa Kỳ |

### Bỏ cuộc
| - Síp - Kenya - Martinique - New Caledonia | - Quần đảo Bắc Mariana - Na Uy - Serbia và Montenegro - Sudan |

## Có thể bạn chưa biết
- Priscila Perales đã trở thành Hoa hậu Quốc tế đầu tiên của đất nước Mexico. Cô từng lọt vào Top 10 cuộc thi Hoa hậu Hoàn vũ 2006.
- Vanessa Peretti (Venezuela) và Sophie Vouzelaud (Pháp) là hai thí sinh câm điếc đầu tiên cùng tham dự cuộc thi Hoa hậu Quốc tế.
- Haydil Rivera (Puerto Rico) từng đoạt danh hiệu Hoa hậu Tuổi Teen Thế giới 2005.